# Batalha de Guadalmesí
A Batalha de Guadalmesí (1342) foi uma batalha naval entre o Coroa de Castela, com o apoio do Reino de Portugal, contra o Império Merínida.

## Contexto
Após a Batalha de Getares em 8 de abril de 1340, onde a frota castelhana foi derrotada, as forças cristãs, apoiadas pelo Reino de Portugal e pela República de Gênova, rearmaram-se e prepararam-se para um confronto decisivo. As frotas castelhanas e portuguesas buscaram retomar o controle do Estreito e apoiar o cerco de Algeciras.

## A Batalha
Em 8 de abril de 1342, a frota castelhana e portuguesa confrontou as forças merínidas em Guadalmesí. As forças cristãs, após receber reforços e apoio naval, alcançaram uma vitória decisiva sobre a frota merínida.

## Consequências
A vitória em Guadalmesí permitiu que Afonso XI de Castela prosseguisse com o cerco de Algeciras, que eventualmente levou à captura da cidade.